# Sufyān ath-Thaurī
Sufyān ibn Sa'īd ibn Masrūq Abū 'Abd Allāh al-Kūfī, bekannter unter dem Namen Sufyān ath-Thaurī (arabisch سفيان الثوري) (* 716 in Kufa; † Mai 778) war ein bedeutender islamischer Gelehrter. Er befasste sich intensiv mit dem islamischen Recht, gründete eine juristische Schule, die eine Zeit lang bis nach Spanien ausstrahlte, und spielte eine wichtige Rolle in der Weitergabe zahlreicher Hadith-Überlieferungen.

## Leben
Sufyān ath-Thaurī wurde im irakischen Kufa geboren und erwarb schnell einen Ruf als Jurist, mit besonderem Schwerpunkt auf Hadithen. Hierin unterschied er sich vom System, das zu jener Zeit im Irak vorherrschte und hauptsächlich durch die Verwendung von Ra'y gekennzeichnet war, als dessen wichtigster Vertreter Abū Hanīfa gilt. Zwischen 732 und 737 begann Ath-Thaurī eine über 30-jährige Reisezeit, die der Weiterleitung von Hadithen gewidmet war und ihn nach Chorasan, in den Hedschas und insbesondere nach Basra führte. Hier geriet er in die politischen Auseinandersetzungen zwischen Abbasiden und Umayyaden. 769 wurde ihm eine freigewordene Stelle als Qādī in Kufa angeboten, die er jedoch ablehnte. Um der Verhaftung und Einkerkerung zu entgehen, flüchtete er nach Sanaa. Zwischen 769 und 774 scheint er eine Pilgerfahrt nach Mekka sowie häufige Reisen nach Syrien, Libanon und Palästina unternommen zu haben. Bei seinen häufigen Begegnungen mit al-Auzāʿī und ihrem gemeinsamen Schüler Abū Ishāq al-Fazārī kam es zur Festlegung von juristischen Entscheidungen, die später im Ichtilāf al-fuqahāʾ / اختلاف الفقهاء„Die kontroversen Lehrmeinungen der Rechtsgelehrten“ von at-Tabarī festgehalten wurden. Die von ihm gegründete und nach ihm benannte Rechtsschule Thaurīya war für die juristische Praxis im Maghreb und in Al-Andalus maßgebend, bis sie im 10. Jahrhundert durch die malikitische Schule verdrängt wurde.
Gegen Ende seines Lebens wurde er des ständigen Reisens müde und akzeptierte eine Versöhnung mit den neuen Behörden unter dem Kalifen al-Mahdi. Er starb im Schaʿbān 161 der islamischen Zeitrechnung (Mai 778) und wurde in Bagdad neben bedeutenden Gelehrten wie beispielsweise Hasan al-Basri beerdigt.

## Werk
Zu seinem teilweise verlorenen Werk gehören
- zwei Bände mit Hadithen (من حديث الإمام سفيان بن سعيد الثوري / Von den Hadithen des Sufyan at-Thaurī)[1]
- ein Band mit Bestimmungen zum Erbrecht (الفرائض للثوري / al-Farā'id li-at-Thaurī)[2]
- ein fragmentarischer Korankommentar (تفسير سفيان الثوري / Tafsīr Sufyān at-Thaurī)[3]
- verschiedene religiöse Abhandlungen
- einige Hinweise zur Naturwissenschaft sowie zu weiteren Interessensgebieten des Autors.